# Amphoe Chaloem Phra Kiat (Saraburi)
Amphoe Chaloem Phra Kiat (Thai: เฉลิมพระเกียรติ) ist ein Landkreis (Amphoe – Verwaltungs-Distrikt) der Provinz Saraburi. Die Provinz Saraburi liegt in der Zentralregion von Thailand.

## Geographie
Benachbarte Distrikte (von Norden im Uhrzeigersinn): Amphoe Phatthana Nikhom der Provinz Lop Buri sowie Amphoe Kaeng Khoi, Amphoe Mueang Saraburi, Amphoe Sao Hai und Amphoe Phra Phutthabat der Provinz Saraburi.

## Geschichte
Am 5. Dezember 1996 wurden die Tambon Huay Bong, Ban Keng, Khao Din Phatthana, Phu Khae und Na Phralan vom Amphoe Mueang Saraburi abgetrennt, um den neuen Landkreis Chaloem Phra Kiat zu gründen. Er ist einer von fünf Landkreisen in Thailand mit dem gleichen Namen. Alle wurden am gleichen Tag gegründet, um das 50-jährige Thronjubiläum von König Bhumibol Adulyadej (Rama IX.) zu würdigen.
Dieses Gebiet wurde ausgewählt, da sich hier ein königliches Projekt befindet: im Wat Mongkhon Chaiphatthana wird von der Chaiphatthana Foundation eine vom König ersonnene neue landwirtschaftliche Theorie getestet.

## Verwaltung

### Provinzverwaltung
Der Landkreis Chaloem Phra Kiat ist in sechs Tambon („Unterbezirke“ oder „Gemeinden“) eingeteilt, die sich weiter in 53 Muban („Dörfer“) unterteilen.
| Nr. | Name               | Thai      | Muban | Einw.  |
| --- | ------------------ | --------- | ----- | ------ |
| 1.  | Khao Din Phatthana | เขาดินพัฒนา | 07    | 03.124 |
| 2.  | Ban Kaeng          | บ้านแก้ง    | 08    | 03.497 |
| 3.  | Phueng Ruang       | ผึ้งรวง     | 05    | 02.469 |
| 4.  | Phu Khae           | พุแค       | 11    | 06.387 |
| 5.  | Huai Bong          | ห้วยบง     | 10    | 04.825 |
| 6.  | Na Phra Lan        | หน้าพระลาน | 12    | 14.719 |

### Lokalverwaltung
Es gibt eine Kommune mit „Kleinstadt“-Status (Thesaban Tambon) im Landkreis:
- Na Phra Lan (Thai: เทศบาลตำบลหน้าพระลาน) bestehend aus Teilen des Tambon Na Phra Lan.

Außerdem gibt es sechs „Tambon-Verwaltungsorganisationen“ (องค์การบริหารส่วนตำบล – Tambon Administrative Organizations, TAO)
- Khao Din Phatthana (Thai: องค์การบริหารส่วนตำบลเขาดินพัฒนา) bestehend aus dem kompletten Tambon Khao Din Phatthana.
- Ban Kaeng (Thai: องค์การบริหารส่วนตำบลบ้านแก้ง) bestehend aus dem kompletten Tambon Ban Kaeng.
- Phueng Ruang (Thai: องค์การบริหารส่วนตำบลผึ้งรวง) bestehend aus dem kompletten Tambon Phueng Ruang.
- Phu Khae (Thai: องค์การบริหารส่วนตำบลพุแค) bestehend aus dem kompletten Tambon Phu Khae.
- Huai Bong (Thai: องค์การบริหารส่วนตำบลห้วยบง) bestehend aus dem kompletten Tambon Huai Bong.
- Na Phra Lan (Thai: องค์การบริหารส่วนตำบลหน้าพระลาน) bestehend aus Teilen des Tambon Na Phra Lan.